# Fenknot
Fenknot (Chelidonichthys lucernus) även kallad storgnoding, är en bottenfisk i familjen knotfiskar (Triglidae).

## Utseende
Huvudet är triangelformat och täckt av ett benpansar. Den mjukstråliga främre ryggfenan är kortare men högre än den bakre, som har taggstrålar. Rygg och sidor är oftast rödaktiga, även om färgen kan variera; buken är ljusare. Bröstfenorna är svartgröna med blå kanter. Bröstfenans tre nedersta fenstrålar är fritt rörliga, och kan användas för att gå med på bottnen. Fisken är lik knorrhanen, men har längre bröstfena. Längden kan nå upp till 75 cm, men ligger vanligen runt 30 cm. Största kända vikt är 6 kg.

## Vanor
Fenknoten är en bottenlevande fisk som föredrar mjuka eller grusblandade bottnar på ett djup ner till 300 meter. Den kan dock lämna bottnen vid jakt på föda, som utgörs av fisk, kräftdjur och blötdjur. Med hjälp av simblåsan kan fisken avge ett knorrande ljud. Högsta konstaterade ålder är 15 år.
Arten kan använda sina bröstfenor som fötter och gå på havets botten.

### Fortplantning
Fisken leker i de södra delarna av utbredningsområdet, där lektiden varar från vår till höst. Äggen är pelagiska.

## Utbredning
Utbredningsområdet omfattar östra Atlanten från norra Norge till Västafrika. Kan gå in i Skagerack ner till västligaste Östersjön. Finns även i Medelhavet och Svarta havet.

## Ekonomisk betydelse
Fenknoten erhålles som bifångst vid trål- och backfiske och anses vara en god matfisk. Den är också populär i offentliga akvarier.

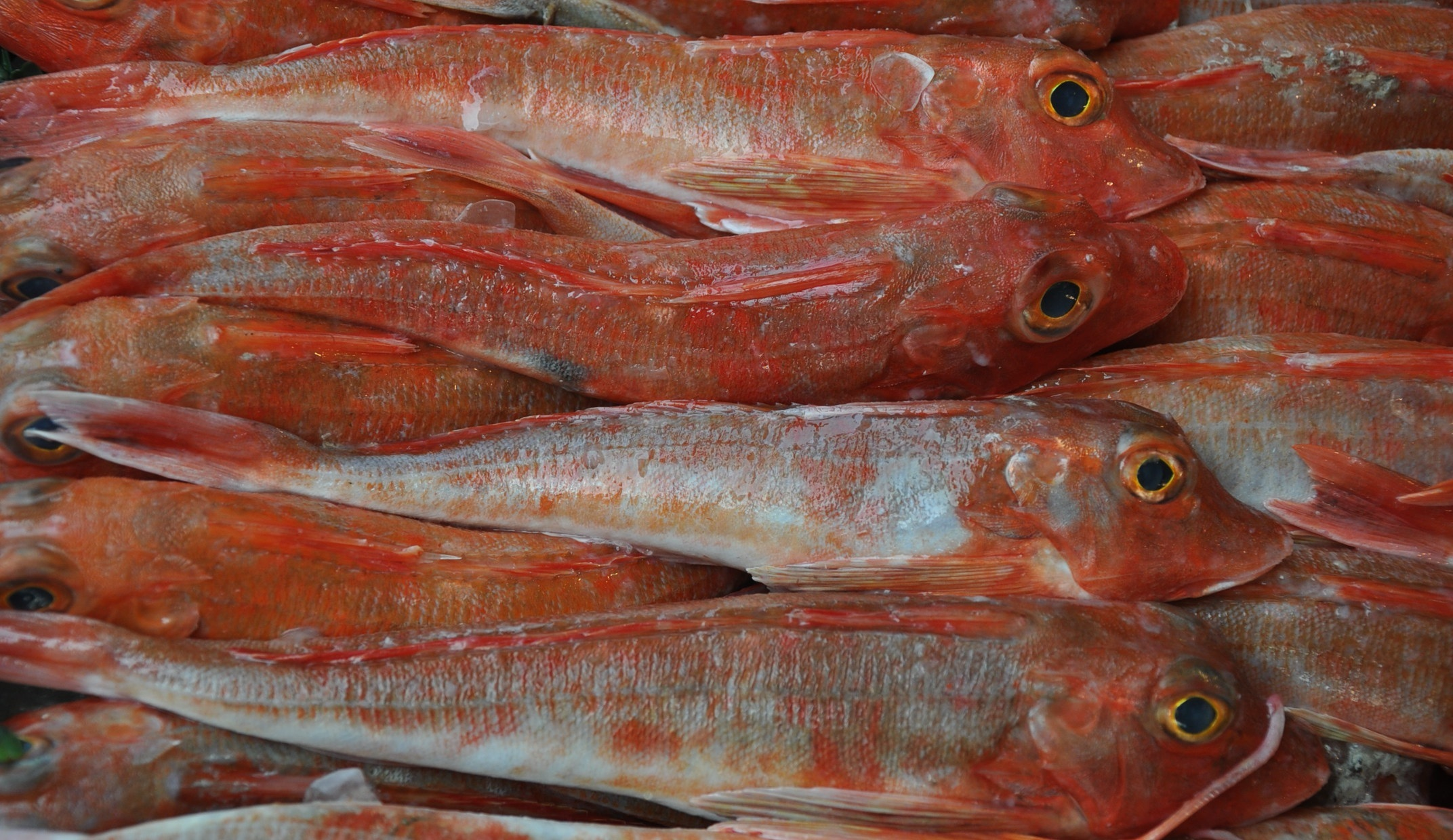
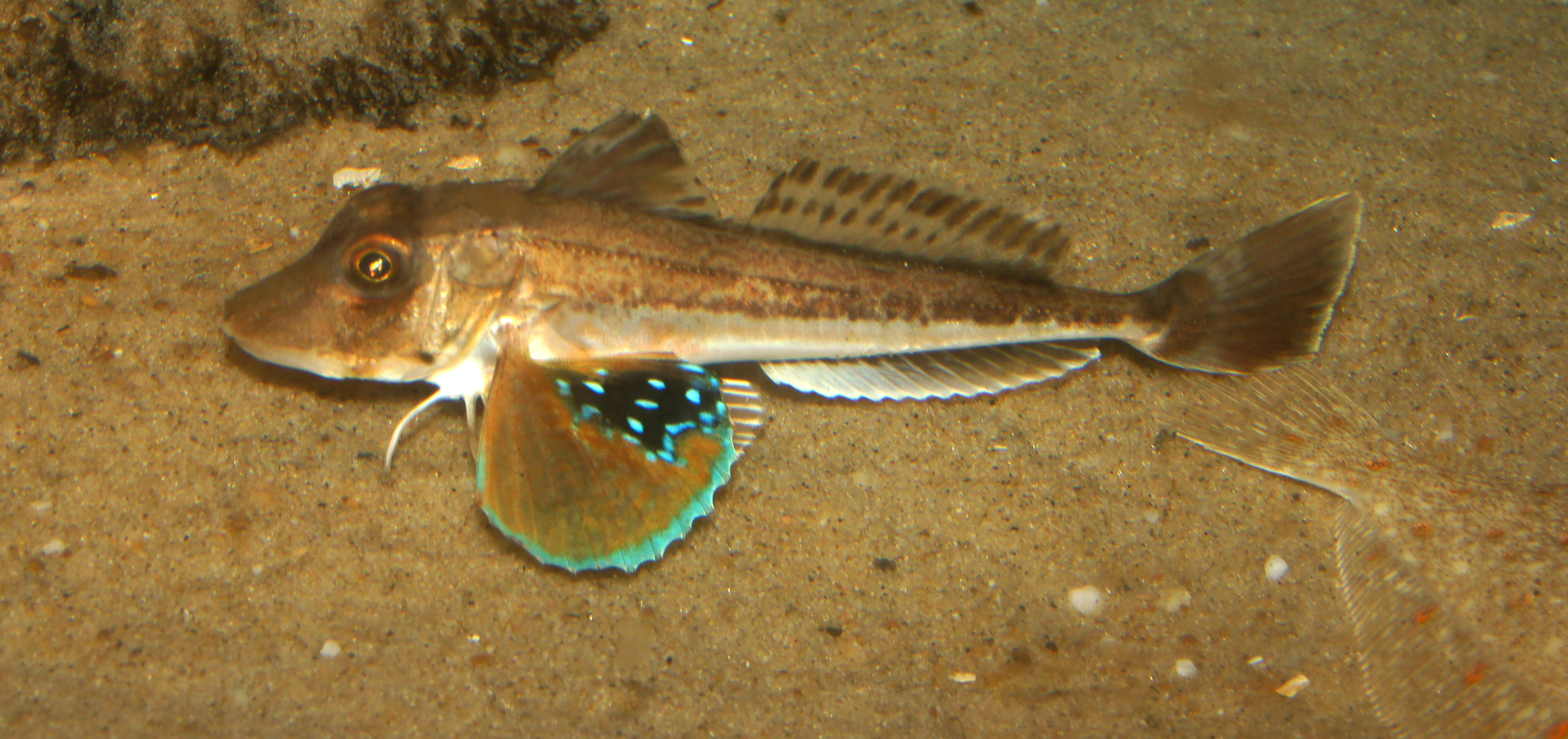